# Pseudosasa longiligula
Pseudosasa longiligula är en gräsart som beskrevs av Tai Hui Wen. Pseudosasa longiligula ingår i släktet splitcanebambusläktet, och familjen gräs. Inga underarter finns listade i Catalogue of Life.